# زرکا یانو
زُرکا یانو (چکی: Zorka Janů؛ ۹ ژوئیهٔ ۱۹۲۱ – ۲۴ مارس ۱۹۴۶) یک هنرپیشه اهل جمهوری چک بود.
از فیلم‌ها یا مجموعه‌های تلویزیونی که وی در آن‌ها نقش داشته است می‌توان به «تابستان آتشین» (۱۹۳۹) اشاره نمود.